# Primo movimento omosessuale
Con la definizione di primo movimento omosessuale ci si riferisce a quelle personalità e forme di associazionismo, più o meno organizzate, che si sono battute a favore dei diritti LGBT dalla seconda metà del XIX secolo alla prima metà del XX secolo (sebbene sia da notare che l'acronimo LGBT è di datazione molto più recente); questo principalmente, ma non solo, in Germania e in ambito culturale tedesco.
Il movimento ha le sue radici negli scritti di tre autori di lingua tedesca della metà dell'800, l'autore svizzero Heinrich Hössli, l'avvocato Karl Heinrich Ulrichs e l'ungherese Károly Mária Kertbeny. Di solito la nascita vera e propria del primo movimento di liberazione omosessuale viene situato cronologicamente nel 1897 con la fondazione, da parte del medico socialista di origini ebraiche Magnus Hirschfeld del Wissenschaftlich-humanitäres Komitee avvenuta a Berlino ed esistito fino al 1933.
All'interno del movimento tedesco vi erano anche altre due importanti tendenze, una più anarchicheggiante (seguace dell'anarco-individualismo) e al contempo con simpatie rivolte verso la destra guidata da Adolf Brand, la quale vedeva molto di cattivo occhio l'eccessiva "pubblicità" fatta all'effeminatezza da parte di Hirschfeld ed del suo Comitato; proponendone un'alternativa nel concetto di "omosessualità mascolina" ispirata alla storia della pederastia (soprattutto quella riferita all'antica pederastia greca, di stampo guerriero, perfettamente inserita nel sistema sociale ed essenzialmente pedagogica); l'altra più rivolta alla cultura, alla stampa e all'editoria seguita dallo scrittore e pubblicista Friedrich Radszuweit.
Questo primo movimento non solo ha pubblicato libri e riviste sull'argomento ma anche, nonostante le numerose difficoltà, ha partecipato attivamente impegnandosi per ottenere l'accettazione dell'omosessualità da parte del tessuto sociale e in ambito politico-giuridico con la richiesta di abolizione del paragrafo 175, la legge tedesca che criminalizzava tutti gli atti omosessuali tra uomini adulti consenzienti.
Il movimento tedesco si è successivamente propagato in altri paesi dell'Europa occidentale giungendo fino agli Stati Uniti d'America, con la Lega mondiale per la riforma sessuale istituita nel 1928; un'organizzazione internazionale che, tra gli altri obiettivi, aveva quello di favorire una maggior accettazione dell'omosessualità tra la popolazione.
Tuttavia, questo movimento fu impossibilitato a proseguire la sua opera dai primi anni '30 del '900, a causa dell'ascesa sempre più massiccia dell'ideologia fascista in molte nazioni europee e, subito dopo, con l'avvio della seconda guerra mondiale; scomparendo così dappertutto ma lasciando un seme in Svizzera - tramite la rivista Der Kreis - il quale avrebbe permesso la nascita nell'immediato dopoguerra del movimento omofilo, diretto predecessore delle attuali associazioni LGBT.

## Precursori
Heinrich Hössli (1784-1864), un saggista svizzero, pubblica i due volumi della sua opera intitolata "Eros" rispettivamente nel 1836-38; egli può a ben diritto essere considerato il primo attivista per i diritti degli omosessuali.
Nel primo volume compara il trattamento ricevuto dall'"amore greco", come era denominata ai suoi tempi l'omosessualità, con ciò che si è verificato nei secoli precedenti nei confronti degli eretici e delle streghe. Inoltre, egli sostiene che le caratteristiche esterne (quali certi manierismi) rivelano poco o nulla sulle preferenze sessuali dell'individuo. Il secondo volume è diviso in due parti: un'antologia di amore maschile, con opere per lo più riferite dagli antichi Greci, dei Romani e dei Persiani lavora, ed una seconda, che cerca di smantellare certi pregiudizi, tra cui quello di associare l'omosessualità alla pedofilia. La sua influenza è stata comunque all'epoca molto piccola e questi testi hanno avuto una ben scarsa diffusione al d là di una stretta cerchia di ammiratori.
Karl Heinrich Ulrichs (1825-1895), è un avvocato e giurista cittadino dell'allora stato di Hannover; fu il primo a proporre il costituirsi di un'associazione di omosessuali. Pubblica tra il 1864-5, sotto lo pseudonimo di "Numa Numantis", cinque opuscoli col nome collettivo di "Forschungen über das Räthsel der mannmännlichen Liebe" (Studi sull'enigma dell'amore dell'uomo per l'uomo) ed in cui difende la teoria del terzo sesso (l'omosessuale avrebbe un'anima femminile rinchiusa in un corpo maschile) e le origini strettamente biologiche, innate e pertanto perfettamente naturali, dell'omosessualità. I suoi scritti lo rendono il primo teorico moderno dell'omosessualità ed ha avuto una certa importanza nel suscitare l'interesse di alcuni sessuologi, come Richard von Krafft-Ebing
Nel 1867 ha cercato di difendere la richiesta di abolizione del paragrafo 175 in un congresso di avvocati a Monaco di Baviera, ma non è riuscito neppure a terminare di esporre le proprie idee prima di essere sonoramente fischiato; diventando in tal modo il primo omosessuale ad aver fatto coming out pubblicamente. Ulrichs ha anche classificato e nominato i diversi tipi di orientamento sessuale: il "urning" o "uranier" per gli uomini gay e "dioning" o "dionäer" per gli uomini eterosessuali: da un'interpretazione del discorso di Pausania il Periegeta sulle due forme di Eros ed Afrodite descritti nel Simposio di Platone. Questi nomi però non hanno avuto successo e sono stati preso sostituiti con il termine "omosessuale", parola più asettica creata da Kertbeny.
Károly Mária Kertbeny (1824-1882), nato Karl Maria Benkert, è un giornalista e traduttore ungherese cittadino dell'impero austro-ungarico, è l'inventore della parola omo-sessuale. S'interessò al tema dell'omosessualità dopo che due giovani suoi vicini di casa si suicidarono; anche se ha sempre negato, gli rapporti ambigui con le donne e la spiccata sensibilità nei confronti della bellezza maschile che dimostra avere nei suoi diari ci possono suggerire ch'egli stesso fosse attratto dalle persone dello stesso sesso.
Nel 1868 si trasferisce a Berlino, dove ha incontrato Ulrichs e, anche se personalmente non provassero molta simpatia reciproca, manttenero un intenso rapporto epistolare. Ha lottato anch'egli per l'abolizione degli articoli penali che criminalizzavano l'omosessualità, costituito dall'articolo 143 del regno di Prussia e successivamente incorporato nel paragrafo 175 dell'impero tedesco (a partire dal 1870-71).

## In Germania

### Il primo movimento omosessuale
Nell'epoca che va dal 1870 al 1940 vi fu un cambiamento nella percezione dell'omosessualità in Europa, fatto questo che ha generato un sempre più organizzato movimento di liberazione omosessuale, la cui più diretta filiazione è rappresentata dalle odierne associazioni che lottano per il riconoscimento dei diritti LGBT nelle varie nazioni. Tutto ciò ha avuto la sua origine e massimo sviluppo in Germania.
Nel contesto dell'applicazione legislativa discriminatoria del paragrafo 175 e a seguito dell'incriminazione e condanna del drammaturgo, poeta e scrittore di origini irlandesi Oscar Wilde avvenuta a Londra due anni prima, il 15 maggio 1897 il medico-sessuologo ebreo Magnus Hirschfeld, affiancato dall'editore Max Spohr, dal giurista Eduard Oberg e dall'autore ed ex-militare Franz Joseph von Bülow fonda a Berlino un "Comitato scientifico-umanitario" (il Wissenschaftlich-humanitäres Komitee), in pratica la prima organizzazione gay della storia al mondo finalizzata all'eliminazione delle legislazioni anti-omosessuali.
Il motto dell'organizzazione, "Durch Wissenschaft zur Gerechtigkeit" (Attraverso la scienza, per la giustizia), indica la volontà di utilizzare tutti i media a disposizione con l'intento di modificare l'opinione pubblica tramite una capillare opera di "educazione" in senso lato. Nel corso degli anni ha presentato non meno i cinque petizioni, appoggiate dai massimi nomi della cultura dell'epoca (tra cui Hermann Hesse, Albert Einstein, Heinrich Mann e Thomas Mann, Stefan Zweig, Rainer Maria Rilke e Arthur Schnitzler). Nel 1902 appaiono le prime succursali a Francoforte sul Meno, Monaco di Baviera, Düsseldorf e Lipsia.
Molti medici credevano allora che l'omosessualità maschile fosse sempre e comunque caratterizzata da tratti distintivi eminentemente femminili; ma è stato Hirschfeld che ha reso popolare l'idea di una scala o gradazioni esistenti tra l'uomo perfetto maschile (l'eterosessuale maschio) e la donna perfetta femminile (l'eterosessuale femmina), tra i quali dovrebbe trovare posto un vero e proprio terzo sesso, rappresentato da quelle persone cioè che sentivano dentro sé d'esser costituite da un'anima di donna intrappolata in un corpo maschile, per l'appunto l'omosessuale.
Nel 1903 l'allora giovane insegnante Adolf Brand crea la seconda organizzazione omosessuale della storia, la "Gemeinschaft der Eigenen" (Comunità degli uguali/unici), rivolta esclusivamente agli abbonati della sua rivista Der Eigene (pubblicata a partire dal 1896, si tratta del primo periodico gay della storia): Brand e l'organizzazione da lui fondata intendono l'omosessualità esattamente al contrario di come la vede l'ebreo-socialista Hirschfeld, dando infatti molta più enfasi agli attributi di mascolinità dell'uomo omosessuale, con una visione particolare rivolta all'idea di eros pedagogico e all'amore platonico.
Grazie anche a molti altri attivisti del tempo che avevano lo stesso parere di Brand, si creò una forte corrente (essenzialmente composta da autori tedeschi) di "omosessuali mascolini" anti-socialisti, più o meno affetti da misoginia, in alcuni casi anche abbastanza favorevoli alle idee di razzismo e antisemitismo molto in voga in quegli inizi di XX secolo ed i cui maggiori esponenti sono stati Benedict Friedlander, Hans Blüher, Gustav Wyneken e Karl-Günther Heimsoth. Tutti fautori di un'idea di comunità maschile fortemente improntata ad una visione nazionalista e pedagogico-guerriera vicina ai movimenti giovanili come quello dei Wandervogel.
Già nel 1905 Brand attacca pubblicamente il Comitato di Hirschfeld accusandolo, nell'articolo "Homosexualität und Afterkultur", di dare una visione "pagliaccesca" dell'omosessualità, troppo incentrata sull'idea di effeminatezza. L'organizzazione di Brand fu anche la prima a dare il via ad un'autentica strategia di outing, sia verso personalità del mondo tedesco sia di altri paesi.
Tra il 1907-09 il Comitato dovette affrontare la sua prima vera crisi, a causa delle ripercussioni dello scandalo Harden-Eulenburg e degli interventi ufficiali di Hirschfeld nel processo; ciò ha portato alla creazione di un gruppo secessionista sotto la guida proprio del succitato Friedlander il quale però si dissolse con il suicidio del suo leader avvenuto nel 1909.
Nel 1919 Hirschfeld crea l'Institut für Sexualwissenschaft, la prima istituzione al mondo specializzata nello studio della sessualità umana. L'Istituto aveva lo scopo di "promuovere lo studio scientifico della vita sessuale e favorire un chiarimento in questo campo". Il lavoro immediatamente precedente di Hischfeld comprendeva anche uno studio del travestitismo (e la stessa creazione del termine travestito) separandolo per la prima volta dall'automatica identificazione con l'omosessuale, il completamento della prima indagine sull'incidenza dell'omosessualità nella popolazione e lo sviluppo di una terapia affermativa per aiutare gli omosessuali a vivere positivamente la loro "differenza".
L'Istituto ha organizzato nel 1921 il primo congresso internazionale per la riforma sessuale su una base scientifica ("Ersten internationalen Kongreß für Sexualreform auf sexualwissenschaftlicher Grundlage").
Sempre al 1919 data la terza organizzazione omosessuale, la "Berliner Freundschaftsbund" (Lega degli amici di Berlino) la quale attraversa successive fusioni con gruppi di Francoforte sul Meno e Amburgo, diventando nel 1920 la "Deutsche Freundschaftsverband" (Lega dell'amicizia tedesca) e nel 1923 definitivamente ribattezzata come "Bund für Menschenrechte" (Lega per i Diritti umani): essa lascia da parte l'approccio più eminentemente politico per affrontare invece questioni ed attività più cultural-sociali impegnandosi in una varietà di pubblicazioni. A questa s'iscrisse nel 1925 anche Ernst Röhm, il futuro leader delle SA.
Sotto la direzione di Friedrich Radszuweit, ha avuto più di 30.000 membri nel 1928, estendendo la sua attività fino alla confinante Svizzera. Radszuweit è diventato una delle persone più importanti del movimento omosessuale, ha fondato una casa editrice specializzata in letteratura gay e nudo maschile in fotografia ed ha aperto la prima "libreria gay" al mondo (sempre a Berlino), che trattava cioè di tali argomenti. L'associazione si caratterizzava per la sua struttura federale ed il lavoro di informazione e pubblicità era lasciato alle associazioni e gruppi locali; a metà degli anni '20 ha cominciato sempre più a dedicarsi a combattere la discriminazione nei confronti degli omosessuali individuale inviando lettere di reclamo ai rappresentanti ufficiali.
Tra il 1920 e il 1923 ha funzionato il "Aktions-Ausschuß", un tentativo di azione unificata delle tre grandi organizzazioni; ma a poco a poco il Comitato Scientifico Umanitario ha acquisito sempre maggior influenza fino a quando, dopo il ritiro del "Gemeinschaft der Eigenen" di Brand, l'"Azione comune" è stata sciolta.
A partire dal 1925 si sono cominciati ad avere sempre più forti disaccordi ed attriti all'interno del movimento omosessuale tedesco. Nel 1926 il Comitato sotto la direzione di Hirschfeld, unito ad una serie di altri movimenti di liberazione sessuale, tenta di sviluppare una strategia contro la proposta di riforma in senso restrittivo della legge sui reati sessuali ai sensi del diritto penale tedesco. Il gruppo pubblica una controproposta che chiede invece l'immediata eliminazione delle sanzioni per l'infedeltà coniugale, per gli atti omosessuali compiuti dai maggiori di 16 anni nonché per la prostituzione, per l'aborto e la vendita di anticoncezionali.
Le altre due organizzazioni, sentendosi ignorate, accusano Hirschfeld di danneggiare il movimento con la richiesta di legalizzare addirittura la prostituzione maschile. Dopo molte polemiche nei riguardi del suo stile e della strategia assunta, Hirschfeld è stato costretto nel 1929 a dimettersi da direttore del Comitato, anche se il posto è stato preso da uno dei suoi più stretti collaboratori nonché amico, Otto Juliusburger. La sede viene trasferita in quell'anno dall'Istituto nella nuova sede in Zimmer Strasse a Berlino.

#### Il movimento lesbico e le "lesbiche perverse"
Lesbiche sono state oggetto di una doppia discriminazione in questi periodo: da parte delle donne e da parte degli stessi omosessuali. A differenza del caso degli uomini, anche per nascondere le loro tendenze sessuali, le donne non erano libere, anche se il paragrafo 175 non le riguardava. Di conseguenza, gli sforzi delle lesbiche si è concentrato piuttosto sul movimento femminista piuttosto che sulla liberazione gay, anche se il Bund für Menschenrecht di Radszuweit conteneva fin dal 1923 una sezione dedicata alle donne berlinesi e nonostante il fatto che le teorie di Hirschfeld hanno dato ampio spazio alle donne.
Inoltre il movimento omosessuale guidato da Brant era profondamente intriso di misoginia nella sua affermazione della virilità. All'interno del movimento sono state figure di grande importanza Johanna Elberskirchen, Theo Anna Sprüngli (alias Anna Rüling) in qualità di dirigente e Emma Trosse. Le tre pubblicarono testi significativi sulla emancipazione delle lesbiche all'interno del movimento di riforma sessuale. Al di fuori del movimento omosessuale sono state anche importanti nella difesa dei diritti dei gay l'anarchica Emma Goldman e la pacifista Helene Stöcker, entrambe femministe pro riforma sessuale.
La reazione della società patriarcale è stata l'equiparazione delle lesbiche maschiaccio con le femministe attraverso la creazione dello stereotipo di "lesbiche perverse" e rapaci. Questa percezione ha avuto un importante supporto nel romanzo semi-autobiografico Die Beichte eines Toren (1983 in tedesco, "Apologia di un pazzo") di August Strindberg, in cui l'autore descrive le avventure della sua sposa lesbica.

### Prime pubblicazioni gay e lesbiche
"Uranus" è la prima rivista al mondo nel suo genere, dedicata cioè espressamente ad una comunità gay, edita da Ulrichs è durata però solo un numero nel 1870.
Der Eigene fondata nel 1896 da Brand è invece la prima rivista di contenuti omosessuali ad aver avuto una continuità, durando più di un quarto di secolo, anche se per i primi anni era costretta solo ad accennare i temi che gli erano più cari tra le righe. La rivista è stata di tendenze anarchiche; venne bandita per la prima volta nel 1898 per aver mostrato uomini nudi e ha avuto problemi con la giustizia nel 1903 a causa di una poesia di Friedrich Schiller.
Nel 1897 appare lo Jahrbuch für sexuelle Zwischenstufen (Annuario per gli stadi sessuali intermedi), la prima rivista scientifica ad aver esaminato l'argomento. A cura del Wissenschaftlich-humanitäres Komitee la rivista divenne ben presto la più ampia piattaforma per il dibattito sull'omosessualità, com la pubblicazione di articoli scientifici e saggi storiografici e biografici. La maggior parte dei collaboratori della rivista erano dello stesso parere di Hirschfeld e difesero il punto di vista che gli omosessuali rappresentassero una fase intermedia tra uomini e donne: gli uomini femminili e le donne maschili, in contrasto con la linea editoriale di Der Eigene.
Nel 1919 nasce il settimanale "Die Freundschaft" (L'Amicizia), che nel corso della sua esistenza cambiò cambiato più volte di stile, di contenuto e gli stessi editori, in base alle disposizioni della censura del tempo. Comprendeva annunci, foto di nudo e la pubblicità sia in rivista sia su fogli separati.
Tra il 1923-25 appaiono numerose nuove riviste; di questi il più popolare è stato "Die Insel" (L'Isola), una rivista illustrata che arrivava a volte ad avere una tiratura fino a 150 000 copie.
L'editore Friedrich Radszuweit nel 1924 cominciò a pubblicare la prima rivista a contenuti lesbici Die Freundin (1924-1933; "L'amica"), che aveva una sezione per travestiti. Giunse ad avere fino a cinque riviste per lesbiche, così dopo Die Freundin nacquero Ledige Frauen (1928 -1929; "donne sole"), Frauenliebe (1926-1930; "amore delle donne", con una tiratura di circa 10 000 copie), Frauen, Liebe und Leben (1938; "le donne, l'amore e la vita"), Garçonne-Junggesellin (1930-1932; "Garçonne-single") e Blätter idealer Frauenfreundschaft (BIF; 1924-1927; "foglie dell'amicizia ideale femminile").
In aggiunta a queste riviste commerciali, molte associazioni hanno pubblicato i loro propri bollettini. Il più importante è stato il Freunschaftsblatt ("strada dell'amicizia"), pubblicato dalla Deutsche Freundschaftsbund, che più tardi cambiò il suo nome in Blätter für Menschenrecht ("Associazione per i diritti umani"). Il Comitato Scientifico Umanitario ha dovuto interrompere la pubblicazione nel 1923 dello Jahrbuch für sexuelle Zwischenstufen a causa dell'inflazione galloppante. La rivista del Comitato è stata pubblicata fino al 1926 come allegato in altre riviste e più tardi ha cominciato a pubblicare separatamente sotto il nome Mitteilungen des Wissenschaftlich-humanitären Komitees ("Comunicazioni del Comitato Scientifico Umanitario").
Tutte le riviste e le pubblicazioni che trattano il tema dell'omosessualità sono stati chiusi nel marzo 1933 per ordine del Ministero degli Interni prussiano, sotto il regime nazista.

### Declino e scomparsa
Il movimento omosessuale era già in stato di declino a partire dalla fine degli anni '20. Sembrò aver raggiunto l'obiettivo di eliminare il paragrafo 175 dal diritto penale, quindi le diverse associazioni erano senza un obiettivo chiaro. Eliminazione che non arrivò però mai a buon fine: nel 1930 la Germania ha modificato il suo codice penale in base a quello dell'Austria, che richiedeva il mantenimento di questo articolo; le discussioni sono proseguite fino all'arrivo al potere di Hitler.
Nel 1930 il Partito Nazionalsocialista Tedesco dei Lavoratori (NSDAP) era già riuscito a diventare la seconda più grande forza presente in parlamento e le SA cominciarono ad agire per le strade. L'atmosfera era così pericolosa che Hirschfeld non fece più ritorno in patria nel 1932 dopo uno dei suoi viaggi all'estero e andò diritto in esilio in Svizzera. Radszuweit morì nel 1932 e morì nel 1933 Richard Linsert, che era stato per molti anni segretario e uno dei principali pilastri del Comitato Scientifico Umanitario, che venne fatto sciogliere dopo la sua morte.
Dall'arrivo di Hitler al potere nel gennaio del 1933 gli eventi precipitarono. Nel mese di febbraio il Ministero dell'Interno di Prussia ordinò la chiusura di tutti i locali e riviste che erano collegati agli omosessuali. Nel mese di maggio l'Institut für Sexualwissenschaft fu fatto chiudere, per poi essere saccheggiato e la sua biblioteca bruciata insieme ad altre opere "contrarie allo spirito tedesco" il 10 maggio 1933 (vedi Bücherverbrennungen). In giugno si sciolsero definitivamente tutte le associazioni omosessuali.

### Contesto sociale-giuridico
Soprattutto dopo il processo a carico di Oscar Wilde (1895), si diffuse in tutta Europa l'immagine del dandy affettato: l'omosessuale venne associato con la mollezza, l'ozio, il lusso, la mancanza di preoccupazioni, il decadimento e l'estetismo.
Nel periodo tra le due guerre ci fu in Europa un certo movimento culturale che andava verso lo strano e l'esotico, a "épater lui Bourgois" (per scandalizzare i borghesi). Sia l'omosessualità come la cocaina o i ballerini negri, per esempio, tra molti altri elementi, si convertirono in simbolo della modernità. Diversi artisti sono stati attratti dal mondo "perverso" di stampo omosessuale e le mode maschili, la garçonne e la flapper, si diffuso presto tra le donne, mentre l'immagine di uomo ideale veniva ammorbidito e "femminilizzato".
Tuttavia la società in generale non ha accettato pienamente gli omosessuali e fece sempre pressioni per aderire alla "normalità". I giornali mostrarono gay e lesbiche a volte ridicoli, a volte in modo odioso. Essi furono spesso associati alla pedofilia e a perversioni contro i minori, oltre ad essere asociali, dal momento che la loro sessualità non risulta favorevole alla riproduzione.
L'omosessuale è sempre stato "l'altro": per le classi medie era una perversione del proletariato, per i lavoratori è stata una perversione dell'aristocrazia; in Occidente è stato il vizio dei comunisti, come indicato dal nome "Homintern" per un gruppo di intellettuali di sinistra di Oxford, tra i quali vi erano W. H. Auden, Christopher Isherwood e Stephen Spender, mente in Unione Sovietica era un vizio appartenente alla borghesia. C'era anche una tendenza a vedere l'omosessuale come una figura che viveva nel ghetto, ai margini della società, in segretezza e nascosto, da cui è stato generato il mito della "loggia massonica del vizio". Naturalmente l'insulto omofobo era una potente arma che serviva per attaccare i nemici.

## Altri paesi
Sia in Austria che nei Paesi Bassi ("Nederlandsch Wetenschappelijk Humanitair Komitee" - NWHK) si trovavano sezioni distaccate del Comitato.

### Lega mondiale per la riforma sessuale
Nel 1928 viene creata la "Weltliga für Sexualreform auf sexualwissenschaftlicher Grundlage", ossia una Lega mondiale per la riforma sessuale su base scientifica, in inglese "World league for sexual reform" durante un congresso sulla "riforma sessuale" svoltosi a Copenaghen. Uno dei principali promotori è stato lo stesso Hirschfeld che, insieme allo psichiatra e studioso di sessuologia britannico Havelock Ellis e allo svizzero Auguste Forel, faceva parte della direzione organizzativa della nuova associazione internazionale.
Tra gli obiettivi principali della Lega vi era la difesa delle persone omosessuali e sostenendone molti dei loro diritti, ma anche le questioni riguardanti la contraccezione e i metodi anticoncezionali, oltre che la politica demografica; i suoi membri erano personalità sparpagliate praticamente in tutti i continenti, dall'Argentinaal Cile all'Islanda alla Lettonia all'Egitto alla Liberia al Giappone, e ancora Francia, Belgio, Paesi Bassi. Stati Uniti d'America, Danimarca, Cecoslovacchia e Repubblica Socialista Federativa Sovietica Russa.

In Spagna esisteva anche una sezione separata della "Lega mondiale per la riforma sessuale", la "Liga española por la reforma sexual", creata alla fine del 1932 ed ebbe come suo presidente il dottor Gregorio Marañón e tra i suoi membri la "bambina prodigio" Hildegart Rodríguez Carballeira. Tuttavia la sezione spagnola
si rivelò essere socialmente più conservatrice e una tra le poche Leghe che non includevano l'omosessualità nel suo programma, la quale rimase un tabù fino alla guerra civile spagnola.
Dopo la conferenza di Copenaghen, le altre si tennero a Londra (1929), Vienna (1930) e Brno (1932); i congressi in programma a Mosca e Chicago non poterono essere effettuati a causa dell'ascesa dello stalinismo in Russia e della Grande depressione negli Stati Uniti. Inoltre le lotte intestine tra i rivoluzionari guidati da Wilhelm Reich e riformatori guidati da Norman Haire portò ben presto alla dissoluzione dell'organizzazione nella seconda metà degli anni '30.
Tra gli obiertivi primari vi era, come detto, la difesa delle persone omosessuali:
- 6 La corretta comprensione scientifica delle variazioni nella costituzione sessuale (intersessualità) e un corrispondente atteggiamento razionale, ad esempio verso gli uomini e le donne omosessuali
- 7. [...] promuovere un atteggiamento sano nei confronti del sesso, compresa la conoscenza della sana vita sessuale senza le complicazioni provenienti dal senso di colpa.
- 9. Le deviazioni e le anomalie del desiderio sessuale devono essere considerati come più o meno patologicici e non come crimini, vizi o peccati.
- 10. La riforma del codice di diritto penale sui crimini sessuali. Solo quelli dovrebbero essere considerati atti sessuali criminali che violano i diritti di un'altra persona. La protezione dei bambini e le persone deboli di mente. Gli atti sessuali compiuti tra adulti consenzienti, condotti con il consenso reciproco, devono essere considerati come una questione privata (e con nessuna legge di responsabilità).

La differenza tra crimine e vizio: il primo è antisociale e in quanto tale soggetto alla legge; il controllo del secondo, visto come un problema personale, dovrebbe essere il tema dell'educazione.»
( Introduzione del bolletino ufficiale del 1933 (JPG). URL consultato il 3 maggio 2019 (archiviato dall'url originale il 5 febbraio 2012).)

### Regno Unito
Nel Regno Unito l'omosessualità era illegale e condannato con l'ergastolo, anche se la legge sui reati contro la persona del codice penale del 1861 aveva eliminato la pena di morte. Una delle prime associazioni degli omosessuali è stato l'ordine di Cheronea, una società segreta fondata da George Cecil Ives nel 1897.
I membri includevano tra gli altri Charles Kains Jackson, Samuel Elsworth Cottam, Montague Summers, Laurence Housman, John Gambril Nicholson e Oscar Wilde. Si ritiene che anche Charles Robert Ashbee ne fosse membro. Nei suoi numerosi scritti Ives si riferisce a Walt Whitman come a "Il Profeta" e utilizzò versi tratti dalla sua poesia nei rituali e nelle cerimonie dell'ordine.
La prima associazione omosessuale moderna presente nel Regno Unito è stata la "British Society for the Study of Sex Psychology" (Società Britannica per lo studio della psicologia sessuale), fondata nel 1914 da Edward Carpenter, Hirschfeld, Housman, Ives, Havelock Ellis e altri; seguendo l'esempio degli argomenti del comitato scientifico humanitario.
La Società realizzava anche conferenze con pubblicazioni incluse sulla promozione dello studio scientifico del sesso e per un atteggiamento più razionale nei confronti del comportamento sessuale; sui problemi legati alla psicologia sessuale (dalle questioni mediche a quelle legali, per gli aspetti sociologici), domande e richieste, sull'eliminazione del divieto dell'omosessualità, sulla contraccezione, l'aborto, la sterilizzazione, le malattie sessualmente trasmissibili e su tutti gli aspetti della prostituzione.
Nel 1931 l'organizzazione è diventata la "Società sessuologica britannica". La sua influenza è stata ridotta a circoli intellettuali, come si conveniva per l'idea che si aveva nei riguardi dell'omosessualità in Gran Bretagna al tempo, cioè come un fenomeno appartenente all'élite intellettuale e artística.

### Francia
In Francia non esistevano equivalenti al movimento tedesco, in parte perché l'omosessualità era legale seppur osteggiata, ed in parte perché il modello di "repubblica universale" a cui s'ispirava lo stato francese dava riconoscimento giuridico solamente agli individui. Qui l'idea di omosessualità prevalente è quella descritta in Corydon di André Gide il quale difendeva e sosteneva una pederastia elitaria e fortemente intellettualizzata, in netta contrapposizione all'idea di "inversione sessuale" dominante in Germania.
La prima rivista dedicata esplicitamente al pubblico omosessuale fu Akademos, "Mensuelle Revue d'Art Libre et de Critique" (1909, Akademos. Mensile libero e l'arte critica") fatto pubblicare da Jacques d'Adelswärd-Fersen il quale, ad imitazione di Der Eigene di Adolf Brand, cercaò di ottenere l'accettazione dell'omosessualità e della pederastia. Solo 12 numeri vennero pubblicati; i costi significativi comportarono la modifica verso una piccola circolazione fino alla chiusura.
L'unica attività che avesse un qualche seguito tra il pubblico francese fu proprio la creazione di riviste, tra le quali spicca Inversions di Gustave Beyria, un impiegato, e Gaston Lestrade, un postino; il periodico non riuscì alla fine a decollare a causa della mancanza di sostegno da parte degli intellettuali e dei circoli letterari, fino a che presto non cadde vittima della censura.

### Italia
In Italia il movimento si concentrò sulla rivista "Rassegna di studi sessuali" della "Società Italiana per lo Studio delle Questioni sessuali" e sul suo fondatore Aldo Mieli. Sotto la direzione di Mieli tra il 1921-28, il giornale stampa sull'omosessualità importanti contributi, tra cui alcuni articoli scritti dallo stesso Hirschfeld.
Mieli ha anche partecipato nel 1921 al Congresso Internazionale per la Riforma Sessuale organizzato dall'Institut für Sexualwissenschaft; nell'anno seguente fa pubblicare un manifesto in cui invoca una vera e propria alleanza tra gli omosessuali: in quello stesso 1922 però Benito Mussolini assume il potere e Mieli è presto dichiarato "pericoloso socialista" e "pederasta passivo". Mieli fuggì in Francia e poi in Argentina prima di essere arrestato.

### Stati Uniti
Nel 1924, Henry Gerber (1892-1972), un immigrato tedesco, fondò a Chicago con il nome di "La Società per i diritti umani" la prima associazione omosessuale degli Stati Uniti. Gerber, insieme a tre amici, ha fondò l'associazione con la scusa di difendere i diritti delle persone con "anomalia mentale"; pubblicarono anche diversi numeri della rivista di "Friendship and Freedom" (Amicizia e Libertà), la prima rivista per gli uomini gay statunitensi.
L'associazione venne dopo breve tempo fatta chiudere dalla polizia, con i fondatori che finirono in carcere e Gerber, pur non essendo condannato, perse il suo lavoro all'ufficio postale quando i suoi capi lo vennero a sapere. Gerber terminò la propria vita in povertà: dopo il suo lavoro, perse anche i suoi risparmi di 800 dollari e nessuno nella comunità gay gli offrì aiuto. Eppure Gerber continuò a combattere come attivista, prima in collaborazione con Manuel Boyfrank e poi come collaboratore della Mattachine Society scrivendo articoli per le loro pubblicazioni.

### Svizzera
Nel paese elvetico l'omosessualità, sia maschile che femminile, era considerata variamente illegale, a seconda della legislazione locale vigente dei Cantoni. Ad esempio il Canton Zurigo non specificava l'omosessualità nel condannato, seppur ne perseguiva i comportamenti solo nell'uomo.
In Svizzera vi furono diverse sezioni del "Comitato Scientifico Umanitario", così come una sezione dell'organizzazione "Bund für Menschenrecht" fondata da Friedrich Radszuweit. Alla fine del 1931 si creò il "Damen-Club Amicitia" (Club per l'Amicizia tra le donne) per le lesbiche e "Excentic-Club Zürich" per i gay; entrambi collaborarono alla pubblicazione della rivista "Freundschafts-Banner". "I. Organ der Schweiz. Freundschaftsbewegung" (Bandiera dell'Amicizia. Il primo organo del movimento dell'amicizia svizzero), che a partire dal 1933 è stato modificato con il nome "Schweizerisches Freundschafts-Banner". La figura principale del movimento lesbico e gay del tempo fu Anna Vock, affettuosamente chiamata "mammina". L'associazione venne rinominata dal 1937 al 1942 in "Menschenrecht" (Diritti dell'uomo) e dal 1943 Der Kreis (Il Circolo), diventando il legame tra il primo movimento omosessuale e il successivo movimento omofilo.